# منصورآباد (قم)
منصورآباد، روستایی است از توابع بخش خلجستان شهرستان قم در استان قم ایراناست. مردم روستای منصوراباد از قوم خلج و زبان آنها خلجی است 

## جمعیت
این روستا در دهستان دستجرد (قم) قرار دارد و براساس سرشماری مرکز آمار ایران در سال ۱۳۸۵، جمعیت آن ۱۹۵ نفر (۶۳خانوار) بوده‌است.